# チーヴォ
チーヴォ（伊: Civo）は、イタリア共和国ロンバルディア州ソンドリオ県にある、人口約1,100人の基礎自治体（コムーネ）。

## 地理

### 位置・広がり
ソンドリオ県西部のコムーネ。モルベーニョから北へ2km、県都ソンドリオから西へ24km、州都ミラノから北北東へ82kmの距離にある。

#### 隣接コムーネ
隣接するコムーネは以下の通り。
- アルデンノ
- ダーツィオ
- メッロ
- モルベーニョ
- ノヴァーテ・メッツォーラ
- トラオーナ
- ヴァル・マジーノ

### 地勢・地形
- 河川：アッダ川

### 地震分類
イタリアの地震リスク階級 (it) では、3 に分類される
。

## 行政

### 山岳部共同体
広域行政組織である山岳部共同体「ヴァルテッリーナ・ディ・モルベーニョ山岳部共同体」 (it:Comunità montana della Valtellina di Morbegno) （事務所所在地: モルベーニョ）を構成するコムーネの一つである。

### 分離集落
チーヴォには以下の分離集落（フラツィオーネ）がある。
- Acquamarcia, Bedoglio, Cadelpicco, Cadelsasso, Caspano, Cevo, Chempo, Civo Centro, Marsellenico, Naguarido, Poira, Ponte del Baffo, Ponte di Ganda, Rebustella San Biagio, Regolido, Roncaglia di Sopra, Roncaglia di Sotto, San Bello, Santa Croce, Selvapiana, Serone (sede comunale), Vallate